# Ганс Вольфганг Райнгард
Ганс Вольфганг Райнгард (нім. Hans Wolfgang Reinhard; 11 грудня 1888, Гоенштайн-Ернстталь — 18 січня 1950, Карлсруе) — німецький воєначальник, генерал піхоти вермахту. Кавалер Лицарського хреста Залізного хреста.

## Біографія
Учасник Першої світової війни. Після демобілізації армії залишений у рейхсвері. З 24 листопада 1938 року — командир 35-ї піхотної дивізії. Учасник Французької кампанії. З 25 листопада 1940 по 8 травня 1942 року — командир 51-го армійського корпусу. Учасник німецько-радянської війни. З 8 червня 1942 по 22 грудня 1944 році — командир 88-го армійського корпусу. В травні 1945 року взятий у полон американськими військами.

## Звання
- Фанен-юнкер (30 березня 1908)
- Фенріх (4 листопада 1908)
- Лейтенант (19 серпня 1909) — патент від 20 серпня 1907 року.
- Оберлейтенант (1 грудня 1914)
- Гауптман (21 грудня 1916)
- Майор (1 квітня 1928)
- Оберстлейтенант (1 квітня 1932)
- Оберст (1 липня 1934)
- Генерал-майор (30 вересня 1937)
- Генерал-лейтенант (1 жовтня 1939)
- Генерал піхоти (30 листопада 1940)

## Нагороди
- Залізний хрест 2-го і 1-го класу
- Орден Альберта (Саксонія), лицарський хрест з мечами
  - 2-го класу (31 жовтня 1914)
  - 1-го класу (29 грудня 1917)
- Військовий орден Святого Генріха, лицарський хрест (20 жовтня 1915)
- Орден Заслуг (Саксонія), лицарський хрест 2-го класу з мечами (17 серпня 1916)
- Нагрудний знак «За поранення» в чорному
- Почесний хрест ветерана війни з мечами
- Медаль «За вислугу років у Вермахті» 4-го, 3-го, 2-го і 1-го класу (25 років)
- Золотий партійний знак НСДАП (22 березня 1938)
- Застібка до Залізного хреста
  - 2-го класу (10 травня 1940)
  - 1-го класу (28 травня 1940)
- Лицарський хрест Залізного хреста (22 вересня 1941)
- Медаль «За зимову кампанію на Сході 1941/42» (7 серпня 1942)